# ベン・ミラー
ベネット・エヴァン・ミラー（Bennet Evan Miller、1966年2月24日 - ）は、イングランド出身のコメディアン、監督および俳優。相方アレクサンダー・アームストロングとともに Armstrong and Miller というお笑いコンビを組んでいることで知られる。彼らはチャンネル4のスケッチ・ショー"Armstrong and Miller" とBBCのスケッチ・ショー"The Armstrong & Miller Show"で脚本の執筆と出演を果たした。ミラーはBBCの犯罪ドラマ『ミステリー in パラダイス』のシリーズ2まで主人公リチャード・プールを演じていたことでも知られている。

## 生い立ち
ミラーはチェシャーの Nantwich に位置する地元の総合学校 Malbank School and Sixth Form College で教育を受け、ケンブリッジ大学のセント・カサリンズ・カレッジでは自然科学を専攻した。学部生時代にレイチェル・ワイズとともに演劇に参加して彼女と交際した。ケンブリッジ大に残って博士号のため固体物理学を専攻し、彼の論文のタイトルは「低温量子ドットメゾコスピック電子系における新たな量子効果(Novel quantum effects in low-temperature quasi-zero-dimensional mesoscopic electron systems)」であった。
彼は論文を完成させることなくコメディのキャリアを追求した。彼のコメディへ関心を持ったのは、その年にケンブリッジで行われた National Student Drama Festival の審査員の周囲のフェリーを手伝うよう友人に依頼された時であった。既に学士号は取得していたため、彼は1989年にフットライツに所属してアンディ・パーソンズやデイヴィッド・ウォルステンクロフトおよびスー・パーキンスとともに活動し、レヴューを始めた。

## キャリア
ミラーはロンドンへ引っ越してコメディのキャリアを追求した。1990年代にノッティング・ヒルのゲート・シアター・スタジオで開かれていたコメディクラブ TBA Sketch Comedy Group で1992年にケンブリッジの卒業生アレクサンダー・アームストロングを紹介された。彼らは1994年のエディンバラ・フェスティバル・フリンジで時間をフルに使ったショーを上演し、1996年に再び上演した際はペリエコメディ賞にノミネートされた。
彼らの成功はテレビシリーズ "Armstrong and Miller" へ繋がり、これはチャンネル4の3と Comedy Central の1で1997年から2001まで放送された。1998年に彼らは BBC Radio 4 で同名のラジオ番組を持ち、テレビシリーズに由来するギャグと登場人物を特集した。6年の休止期間ののち、番組は "The Armstrong & Miller Show" としてハットトリック・プロダクションに再委託され3シーズン分が制作された。また、2008年に彼らは2つめのラジオ番組 "Children's Hour with Armstrong and Miller" を持った。
ミラーは映画への出演も始め、スティーヴ・クーガンの最初の長編映画 "The Parole Officer"(2001) が初出演となった。2003年には映画『ジョニー・イングリッシュ』でローワン・アトキンソンが演じる主人公の相棒ボフを演じた。2004年には "The Prince and Me" で共演した。
2004年と2005年にはBBCのテレビシリーズ "The Worst Week of My Life" に出演し、サラ・アレクサンダーと共演した。ミラーは2007年にITV制作のSFドラマ『プライミーバル』でジェームズ・レスター役を演じ、オーストラリアの映画 "Razzle Dazzle: A Journey into Dance"でミスター・ジョナサンを演じた。
ミラーはITVデジタルへ声を提供し、ジョニー・ヴェガスに焦点を当てたテレビ広告の人気シリーズの PG Tips の猿のキャラクターに使用された。2008年にはITV1のテレビプロデューサーのジョナサン・ポープ役でトニー・ジョーダンのシリーズ "Moving Wallpaper" に出演し、テレビドラマ "Thank God You're Here" に出演した。2010年に映画 "Huge" で監督としてデビューを果たした。
2011年1月にBBCの科学番組『ホライゾン』のエピソード "What is One Degree?" に出演。2011年の後半にはテレビドラマ『ドクター・フー』のジェームズ・レスター役に復帰した。2011年11月からは Gielgud Theatre にて舞台 The Ladykillers でルイス・ハーヴェイ役を演じた。
2012年7月23日にミラーは自らの著書 It's Not Rocket Science のためツーリングを始め、ロンドンの王立協会から出発した。また、彼はチャンネル4でアームストロングと British Comedy Awards に登場。2013年にはクイズ番組 "Pointless" のコミックリリーフスペシャルとテレビシリーズ "Room 101"の1エピソードに出演した。2014年12月13日に彼はクイズ番組『The Chase』のクリスマス特別回に登場した。
2011年から2014年のシリーズ3の第1話まで、ミラーはBBCとフランスが共同制作したシリーズ『ミステリー in パラダイス』に主人公リチャード・プール刑事役で出演した。『ミステリー in　パラダイス』のシリーズ3は2014年に委託された。2013年4月9日にミラーはシリーズを去ることが発表され、主人公役は俳優クリス・マーシャルが受け継いだ。2013年3月に撮影が開始され、キャタクターが殺害される第1話の完成の後ミラーは5月にシリーズを去った。
ミラーは変更について個人的な理由があったと説明した。
シリーズ1の撮影が始まった後にミラーの妻は自らの妊娠に気付いた。彼らが離れ離れになっている間の時間は二人とその息子たちとの関係に負担をもたらした。ミラーは家族とともにもっと多くの時間を過ごしたかった。
2014年にミラーは長編映画 "Molly Moon and the Incredible Book of Hypnotism"に出演。また、デイヴィッド・テナントやビリー・コノリーと映画 "What We Did on Our Holiday" で共演した。
ナンシー・キャロルとディアナ・ヴィッカースと共演しし、ミラーはダン・パターソンとコリン・スワッシュによる舞台 "The Duck House" でロバート・ハウストン役を演じた。このショーはイギリスの国会費用スキャンダルに基づいた政治風刺である。
2014年9月6日にミラーは『ドクター・フー』のシリーズ8の第3話『シャーウッドの森のロボット』にノッティンガムの代官役で出演した。
2015年にはマグナ・カルタ800周年を記念したコメディドラマ "Horrible Histories" のシリーズ6でキング・ジョン役で出演。2015年10月からはミラーとルース・ジョーンズおよびウィル・クローズがイギリスのスーパーマーケットテスコのCMに登場し、クローズを息子、ジョーンズを妻とする男ロジャーとして出演した。2016年にはレイチェル・リレー、ロメシュ・ランガナタンとともにITVのエンターテインメントシリーズ "It's Not Rocket Science" のプレゼンターを担った。
2016年2月にミラーは地球外生物の存在について考察した本を出版し、"The Aliens are Coming!" というタイトルの講義ツアーも開かれた。
ミラーはBBCの6部作シチュエーション・コメディ "I Want My Wife Back" でマーレイ役を演じてキャロライン・キャッツと共演。2016年にはチャンネル4のコメディ "Power Monkeys" に出演した。
2018年にミラーは映画『ジョニー・イングリッシュ アナログの逆襲』で、ローワン・アトキンソン演じる主人公ジョニーの相棒ボフ役に復帰した。同年9月にはBBCのシチュエーション・コメディ "Upstart Crow" でウルフ・ホールの役を演じた。

## 私生活
ミラーの最初の妻は彼と共に『プライミーバル』第3章に出演しクリスティン・ジョンソン役を演じたベリンダ・スチュワート・ウィルソンであった。二人の間にはソニーとして知られる息子ジャクソンが生まれたが、2011年に離婚に至った。ミラーには2011年に生まれたもう一人の息子ハリソンと2015年6月に生まれた娘がおり、娘の母は二人目の妻ジェシカ・パーカーである。ジェシカとは2013年9月に結婚しており、彼女はイギリス人ミュージシャンであるアラン・パーカーの娘である。
2009年2月20日にミラーはロブ・ブライドンとともにクイズ番組 "QI" のシリーズ6エピソード9に登場。二人は互いに誤答を繰り返し、ジョークとして似たシャツに身を包んでキスをした。ミラーは音楽も嗜んでおり、ギターやドラムを演奏できる。

## 出演作品
| 公開年    | タイトル                                     | 役                               | 備考                                                                        |  |
| --------- | -------------------------------------------- | -------------------------------- | --------------------------------------------------------------------------- |  |
| 1991      | Murder Most Horrid                           | P・C・ワトキンス                 | テレビシリーズ (1エピソード: "He Died a Death")                             |  |
| 1992      | The Pall Bearer's Revue                      |                                  | テレビシリーズ (1エピソード: "Episode 3")                                   |  |
| 1993      | French and Saunders                          |                                  | テレビシリーズ (1エピソード: "The Silence of the Lambs")                    |  |
| 1993      | Paul Merton: The Series                      | 多数                             | テレビシリーズ (6エピソード)                                                |  |
| 1995      | You Bet!                                     | 本人役/ ほか多数                 | テレビシリーズ (シリーズ8エピソード6)                                       |  |
| 1995      | Casualty                                     | ダニエル・マードック             | テレビシリーズ (1エピソード: "Trials and Tribulations")                     |  |
| 1995      | Look at the State We're In!                  | マーティ                         | テレビミニシリーズ                                                          |  |
| 1995      | Sardines                                     | サイモン                         | テレビ映画                                                                  |  |
| 1997      | The Jack Docherty Show                       | 多数                             | テレビシリーズ                                                              |  |
| 1997–2001 | Armstrong and Miller                         | 多数                             | テレビシリーズ（27エピソード）                                              |  |
| 1999      | プランケット&マクレーン                      | ディクソン                       |                                                                             |  |
| 1999      | Hunting Venus                                | ギャヴィン                       | テレビ映画                                                                  |  |
| 1999      | Passion Killers                              | ニック                           | テレビ映画                                                                  |  |
| 1999      | Coming Soon                                  | ベン                             | テレビ映画                                                                  |  |
| 1999      | インディ・ジョーンズ/若き日の大冒険          | フランス軍将校                   | テレビドラマ（1エピソード:『砂漠の勇者たち』）                              |  |
| 2000      | You Can't Dance                              |                                  | 短編                                                                        |  |
| 2000      | Tip of My Tongue                             | デイヴ                           | 短編                                                                        |  |
| 2000      | Cinderella                                   | ダンディニ                       | テレビ映画                                                                  |  |
| 2000      | The Blind Date                               | ジョー・マクスウェル             |                                                                             |  |
| 2000      | There's Only One Jimmy Grimble               | Johnny Two Dogs                  |                                                                             |  |
| 2001      | The Parole Officer                           | コリン                           |                                                                             |  |
| 2001      | Birthday Girl                                | コンシェルジュ                   |                                                                             |  |
| 2001      | Dr. Terrible's House of Horrible             | レベナー                         | テレビシリーズ (1エピソード: "Lesbian Vampire Lovers of Lust")              |  |
| 2002      | Surrealissimo: The Trial of Salvador Dalí    | ヨヨーテ                         | テレビ映画                                                                  |  |
| 2002      | The Book Group                               | マーティン・ローガン             | テレビシリーズ (2シリーズ)                                                  |  |
| 2002      | Jeffrey Archer: The Truth                    | ローランド・モクセリー・ネメシス | テレビ映画                                                                  |  |
| 2003      | ジョニー・イングリッシュ                     | ジェレミー・ボフ                 |                                                                             |  |
| 2003      | The Actors                                   | クライヴ                         |                                                                             |  |
| 2004      | The Prince and Me                            | ソレン                           |                                                                             |  |
| 2004      | アガサ・クリスティー ミス・マープル          | バジル・ベイク                   | テレビドラマ（1エピソード: 『書斎の死体』）                                 |  |
| 2004      | Doc Martin                                   | スチュワート・ジェームズ         | テレビシリーズ (2エピソード: "The Portwenn Effect" and "Out of the Woods")  |  |
| 2004–06   | The Worst Week of My Life                    | ホワード・スティール             | テレビシリーズ (17エピソード)                                               |  |
| 2005      | Malice Aforethought                          | ドクター・エドマンド・ビックレイ | テレビ映画                                                                  |  |
| 2005      | Starry Night                                 |                                  | 短編                                                                        |  |
| 2005      | Doc Martin                                   | スチュワート・ジェームズ         | テレビシリーズ (1エピソード: "Out of the Woods")                            |  |
| 2006      | Popetown                                     | 祭司                             | テレビシリーズ (10エピソード)                                               |  |
| 2006      | Saxondale                                    | ベルナード・ラングレイ           | テレビシリーズ (1エピソード: "Episode No. 1.6")                             |  |
| 2007      | Razzle Dazzle: A Journey into Dance          | ミスター・ジョナサン             |                                                                             |  |
| 2007–11   | プライミーバル                               | ジェームズ・レスター             | テレビドラマ (30エピソード、クレジットされたものは36)                       |  |
| 2007–10   | The Armstrong & Miller Show                  | 多数                             | テレビシリーズ(19エピソード)                                                |  |
| 2008–09   | Moving Wallpaper                             | ジョナサン・ポープ               | テレビシリーズ (18エピソード)                                               |  |
| 2008      | Moving Wallpaper: The Mole                   | ジョナサン・ポープ               | 短いテレビシリーズ (2エピソード: uncredited)                                |  |
| 2009      | Within the Whirlwind                         | Krasny                           |                                                                             |  |
| 2009      | The Catherine Tate Show                      | 過去のクリスマスの幽霊           | テレビシリーズ (1エピソード: "Nan's Christmas Carol")                       |  |
| 2009      | QI                                           | 本人役                           | コメディ刑事ドラマ (1エピソード: "The Future")                              |  |
| 2010      | 4.3.2.1.                                     | ミスター・フィリップス           |                                                                             |  |
| 2011–14   | ミステリー in パラダイス                     | リチャード・プール刑事           | 17エピソード                                                                |  |
| 2011      | マット・ルブランの元気か〜い?ハリウッド!     | 本人役                           | テレビシリーズ（1エピソード）                                               |  |
| 2011      | ジョニー・イングリッシュ 気休めの報酬        | ジェレミー・ボフ                 | シーン削除済み                                                              |  |
| 2011      | Felix and Murdo                              | 多数                             | アレクサンダー・アームストロングと共演した12月28日のチャンネル4のスペシャル |  |
| 2013      | Room 101                                     | 本人役                           | テレビシリーズ（1エピソード）                                               |  |
| 2014      | 海賊じいちゃんの贈りもの                     | ギャヴィン・マクラウド           | 映画。デイヴィッド・テナントと共演                                          |  |
| 2014      | This is Jinsy                                | アコ チーフ / ベルペッタ         | テレビシリーズ (1エピソード)                                                |  |
| 2014      | ドクター・フー                               | ノッティンガムの代官             | テレビドラマ（1エピソード: 「シャーウッドの森のロボット」）                 |  |
| 2015      | Horrible Science                             | マクタガート教授（声）/ほか多数  | 10エピソード                                                                |  |
| 2015      | Asylum                                       | ダン・ヘーン                     | テレビシリーズ（3エピソード）                                               |  |
| 2015      | Ballot Monkeys                               | ケヴィン・スタリッジ             |                                                                             |  |
| 2016      | It's Not Rocket Science                      | プレゼンター                     | レイチェル・リレーとロメシュ・ランガナタンと共演                            |  |
| 2016      | I Want My Wife Back                          | マーレイ                         | BBC Oneのシチュエーション・コメディ                                         |  |
| 2017      | Tracey Ullman's Show                         | ルパート・マードック             | テレビシリーズ                                                              |  |
| 2017      | パディントン2                                | ランカスター大佐                 |                                                                             |  |
| 2018      | クローゼットに閉じこめられた僕の奇想天外な旅 | スミス                           |                                                                             |  |
| 2018      | Tracey Breaks the News                       | ルパート・マードック             | テレビシリーズ                                                              |  |
| 2018      | ジョニー・イングリッシュ アナログの逆襲      | ジェレミー・ボフ                 |                                                                             |  |
| 2018      | Upstart Crow                                 | ウルフ・ホール                   | テレビシリーズ                                                              |  |
| 2021      | Professor T                                  | ジャスパー・テンペスト教授       | テレビシリーズ                                                              |  |

## 書籍
- It's Not Rocket Science (2014) Sphere ISBN 978-0751545005
- The Aliens Are Coming!: The Exciting and Extraordinary Science Behind Our Search for Life in the Universe (2017) Sphere ISBN 978-0751545043
- The Night I Met Father Christmas (2018) Simon and Schuster ISBN 978-14711-71536